# 鄲奴什麗·杜塔
鄲奴什麗·杜塔是漸露頭角的印度電影演員，她曾經得過2004年印度環球小姐冠軍。2005年以來演過數部電影。

## 外部連結
- 鄲奴什麗·杜塔（Tanushree Dutta）在互联网电影资料库（IMDb）上的資料（英文）